# Таскулум (Теннессі)
Таскулум (англ. Tusculum) — місто (англ. city) в США, в окрузі Грін штату Теннессі. Населення — 3298 осіб (2020).

## Географія
Таскулум розташований за координатами 36°10′30″ пн. ш. 82°44′43″ зх. д. / 36.17500° пн. ш. 82.74528° зх. д. (36.175094, -82.745398). За даними Бюро перепису населення США в 2010 році місто мало площу 12,45 км², уся площа — суходіл.

## Демографія
Згідно з переписом 2010 року, у місті мешкали 2663 особи в 770 домогосподарствах у складі 543 родин. Густота населення становила 214 осіб/км². Було 840 помешкань (67/км²).
Расовий склад населення:
| - 89,6 % — білих - 5,5 % — чорних або афроамериканців - 1,1 % — азіатів - 0,3 % — корінних американців - 2,2 % — осіб інших рас |

До двох чи більше рас належало 1,4 %. Частка іспаномовних становила 3,2 % від усіх жителів.
За віковим діапазоном населення розподілялося таким чином: 13,2 % — особи молодші 18 років, 67,7 % — особи у віці 18—64 років, 19,1 % — особи у віці 65 років та старші. Медіана віку мешканця становила 38,3 року. На 100 осіб жіночої статі у місті припадало 106,9 чоловіків; на 100 жінок у віці від 18 років та старших — 105,2 чоловіків також старших 18 років.
Середній дохід на одне домашнє господарство становив 76 158 доларів США (медіана — 48 092), а середній дохід на одну сім'ю — 94 184 долари (медіана — 65 625). Медіана доходів становила 37 891 долар для чоловіків та 37 222 долари для жінок. За межею бідності перебувало 12,5 % осіб, у тому числі 8,1 % дітей у віці до 18 років та 6,3 % осіб у віці 65 років та старших.
Цивільне працевлаштоване населення становило 1007 осіб. Основні галузі зайнятості: освіта, охорона здоров'я та соціальна допомога — 34,1 %, виробництво — 14,2 %, роздрібна торгівля — 9,2 %, мистецтво, розваги та відпочинок — 8,7 %.